# Melocure
Cette page contient des caractères spéciaux ou non latins. S’ils s’affichent mal (▯, ?, etc.), consultez la page d’aide Unicode.
Melocure (メロキュア, merokyua) est un duo pop féminin japonais créé en 2002, spécialisé dans les génériques de séries anime, formé de deux chanteuses aussi actives en solo: Megumi Hinata et Ritsuko Okazaki. Après le décès de Okazaki en 2004, Hinata continue en sa mémoire à se produire seule sous le nom du groupe, en parallèle à ses autres activités, sortant un nouveau single de Melocure en 2005.

## Discographie

### Singles
- 2002.07.20 : Itoshii Kakera (愛しいかけら) - thème de l'anime UFO Ultramaiden Valkyrie
- 2003.02.01 : 1st Priority - thème de l'anime Stratos4
- 2003.10.22 : Meguriai (めぐり逢い) - thème de l'anime UFO Ultramaiden Valkyrie
- 2005.07.27 : Home & Away (ホーム＆アウェイ) (face B: Kikuko Inoue's Jewelry) - thème de l'anime Okusama wa Mahō Shōjo

### Album
- 2004.03.17 : Melodic Hard Cure (メロディック・ハード・キュア)